# شاخص اوبی‌اکس

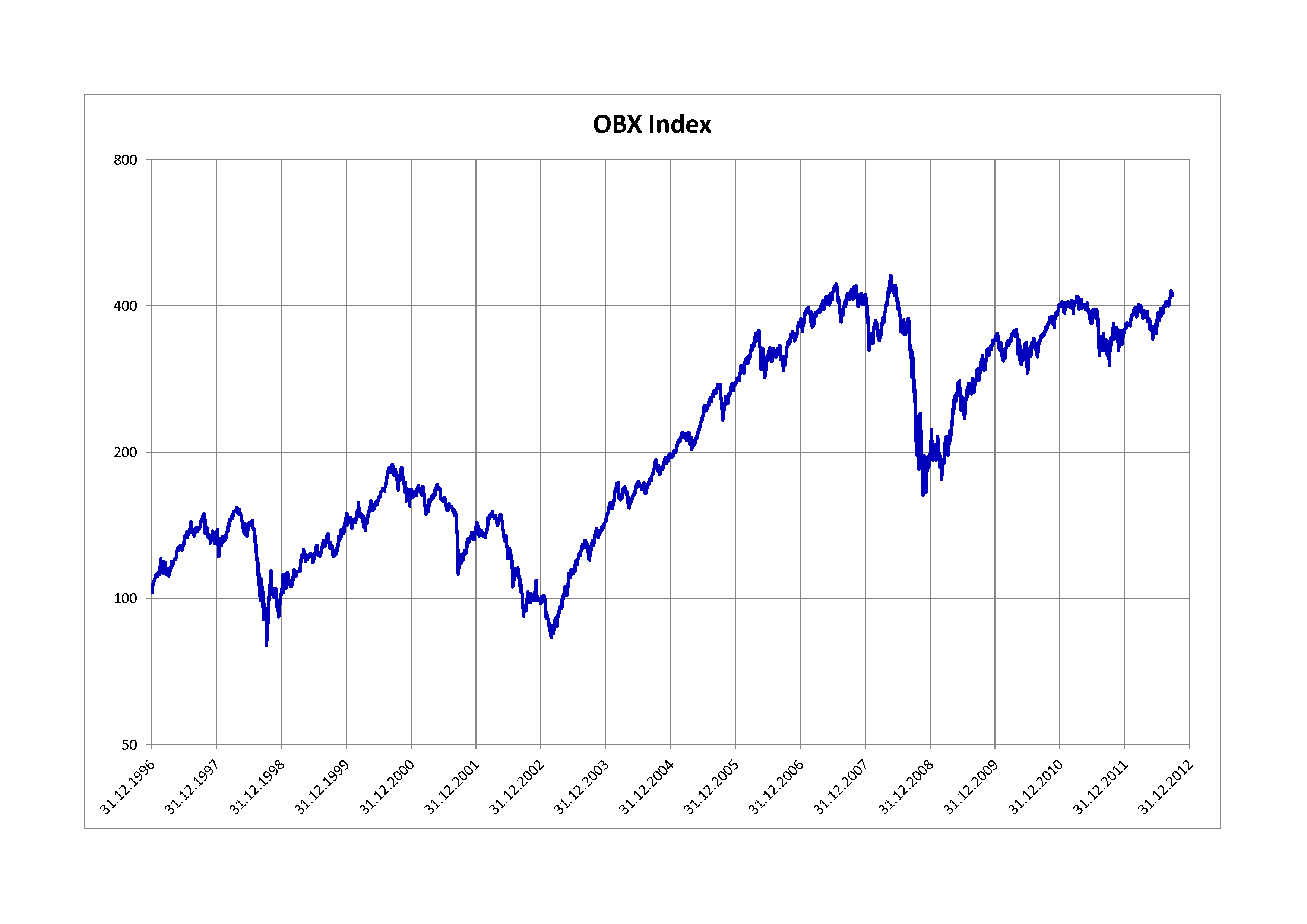
شاخص اوبی اکس

شاخص اوبی‌اکس (انگلیسی: OBX Index) شاخص بازار بورس اوراق بهادار اسلو است، که در سال ۱۹۹۶ راه‌اندازی شد و هم‌اکنون از ۲۵ شرکت تشکیل می‌شود.